# Oreophryne frontifasciata
Oreophryne frontifasciata es una especie de anfibio anuro de la familia Microhylidae.

## Distribución geográfica
Es originaria de las Molucas septentrionales (Morotai).